# اي سيماي
اي سيماي (من مواليد 5 مارس 1981) هو لاعب رياضي بارالمبي، من لاوس. سيماي لاعب رياضة رفع أثقال. شارك في دورة الألعاب البارالمبية الصيفية 2008، حيث فاز بأول ميدالية أولمبية أو بارالمبية لبلاده لاوس عندما احرز الميدالية البرونزية في سباق 48 كغم للرجال.

## حياة مهنية
شارك سيماي ولأول مرة كأحد أول الرياضيين من لاوس يشارك في الألعاب البارالمبية الصيفية عام 2000. حيث تنافس في فئة الرجال بوزن اقل من 48 كجم، ورفع 110كجم لإنهاء المركز الثاني عشر.
لم يشارك ولم يظهر في احداث الألعاب البارالمبية الصيفية 2004 لأن لاوس لم ترسل وفداً ان ذاك. عاد سيماي إلى دورة الألعاب البارالمبية الصيفية لعام 2008، وكان المتنافس اللاوسي الوحيد في احداث الألعاب، وقد حقق سيماي تحسنًا كبيرًا في أدائه مقارنة بعام 2000 وفاز بأول ميدالية بارالمبية للبلاد، وهي برونزية، وذلك برفع 157.5 كجم للرجال في وزن 48 كجم ضمن الفئة.
وفي احداث الألعاب البارالمبية الصيفية 2012، حيث رفع 155كجم ضمن منافسات الرجال في وزن 48 كجم واحتل المركز الرابع خارج مركز الميدالية.